# Élections cantonales de 2001 dans le Gard
Les élections cantonales ont eu lieu les 20 et 27 mars 2001.

## Contexte départemental

### Assemblée départementale sortante
Avant les élections, le conseil général du Gard est présidé par Alain Journet (PS). Il comprend 46 conseillers généraux issus des 46 cantons du Gard. 23 d'entre eux sont renouvelables lors de ces élections.

## Résultats à l'échelle du département
| Étiquette  | Étiquette                          | Premier tour | Premier tour | Second tour | Second tour | Sièges |
| Étiquette  | Étiquette                          | Voix         | %            | Voix        | %           | Sièges |
| ---------- | ---------------------------------- | ------------ | ------------ | ----------- | ----------- | ------ |
|            | Parti socialiste                   | 34 308       | 21,60        | 28 488      | 20,34       | 5      |
|            | Parti communiste français          | 29 432       | 18,53        | 27 179      | 19,41       | 4      |
|            | Divers gauche                      | 9 435        | 5,94         | 8 268       | 5,90        | 2      |
|            | Parti radical de gauche            | 3 262        | 2,05         | 5 065       | 3,62        | 1      |
|            | Les Verts                          | 2 615        | 1,65         |             |             | 0      |
| Gauche     | Gauche                             | 79 052       | 49,76        | 69 000      | 49,26       | 12     |
|            |                                    |              |              |             |             |        |
|            | Rassemblement pour la République   | 18 870       | 11,88        | 23 279      | 16,62       | 4      |
|            | Front national                     | 17 942       | 11,29        | 9 174       | 6,55        | 0      |
|            | Divers droite                      | 16 516       | 10,40        | 17 660      | 12,61       | 4      |
|            | Union pour la démocratie française | 11 237       | 7,07         | 14 848      | 10,60       | 2      |
|            | Mouvement national républicain     | 8 175        | 5,15         |             |             | 0      |
|            | Démocratie libérale                | 3 681        | 2,32         | 2 569       | 1,83        | 0      |
|            | Rassemblement pour la France       | 2 243        | 1,41         | 3 529       | 2,52        | 1      |
| Droite     | Droite                             | 78 664       | 49,52        | 71 059      | 50,74       | 11     |
|            |                                    |              |              |             |             |        |
|            | Divers                             | 1 151        | 0,72         |             |             |        |
|            |                                    |              |              |             |             |        |
| Inscrits   | Inscrits                           | 243 325      | 100,00       | 234 624     | 100,00      |        |
| Abstention | Abstention                         | 77 083       | 31,68        | 86 965      | 37,06       |        |
| Votants    | Votants                            | 166 242      | 68,32        | 147 659     | 62,94       |        |
| Votants    | Votants                            | 7 375        | 4,64         | 7 600       | 5,43        |        |
| Exprimés   | Exprimés                           | 158 867      | 95,36        | 140 059     | 94,56       |        |

### Résultats en nombre de sièges
| Parti | Sièges mis en jeu | Élus | Évolution |
| ----- | ----------------- | ---- | --------- |
| PS    | 6                 | 5    | -1        |
| PCF   | 7                 | 4    | -3        |
| PRG   | 1                 | 1    | =         |
| DVG   | 2                 | 2    | =         |
| RPR   | 4                 | 4    | =         |
| UDF   | 2                 | 2    | =         |
| RPF   | 0                 | 1    | +1        |
| DVD   | 1                 | 4    | +3        |

## Résultats par canton

### Canton d'Alès-Sud-Est
| Candidat       | Candidat         | Étiquette      | Premier tour | Premier tour | Second tour | Second tour |
| Candidat       | Candidat         | Étiquette      | Voix         | %            | Voix        | %           |
| -------------- | ---------------- | -------------- | ------------ | ------------ | ----------- | ----------- |
|                | Gérard Roux*     | UDF            | 4 817        | 40,68        | 5 675       | 61,00       |
|                | Daniel Verdelhan | PCF            | 2 970        | 25,08        | 3 629       | 39,00       |
|                | Chantal Vinot    | PS             | 1 351        | 11,41        |             |             |
|                | Lucien Ruis      | FN             | 1 093        | 9,23         |             |             |
|                | Pierre Alais     | LV             | 838          | 7,08         |             |             |
|                | Pierre Masseguin | MNR            | 771          | 6,51         |             |             |
|                |                  |                |              |              |             |             |
| Inscrits       | Inscrits         | Inscrits       | 18 760       | 100,00       | 18 766      | 100,00      |
| Abstention     | Abstention       | Abstention     | 6 445        | 34,36        | 9 090       | 48,44       |
| Votants        | Votants          | Votants        | 12 315       | 65,64        | 9 676       | 51,56       |
| Blancs et nuls | Blancs et nuls   | Blancs et nuls | 475          | 3,86         | 372         | 3,84        |
| Exprimés       | Exprimés         | Exprimés       | 11 840       | 96,14        | 9 304       | 96,16       |

*sortant

### Canton d'Anduze
| Candidat       | Candidat           | Étiquette      | Premier tour | Premier tour | Second tour | Second tour |
| Candidat       | Candidat           | Étiquette      | Voix         | %            | Voix        | %           |
| -------------- | ------------------ | -------------- | ------------ | ------------ | ----------- | ----------- |
|                | Félix Bonnal*      | DVG            | 2 347        | 44,31        | 2 319       | 58,13       |
|                | Bonifacio Iglesias | DVG            | 1 442        | 27,22        | 1 670       | 41,87       |
|                | Alain Viallet      | PCF            | 802          | 15,14        | Retrait     | Retrait     |
|                | Henri Laurent      | FN             | 469          | 8,85         |             |             |
|                | Michel Le Levier   | MNR            | 237          | 4,47         |             |             |
|                |                    |                |              |              |             |             |
| Inscrits       | Inscrits           | Inscrits       | 7 816        | 100,00       | 7 816       | 100,00      |
| Abstention     | Abstention         | Abstention     | 2 168        | 27,74        | 3 490       | 44,65       |
| Votants        | Votants            | Votants        | 5 648        | 72,26        | 4 326       | 55,35       |
| Blancs et nuls | Blancs et nuls     | Blancs et nuls | 351          | 6,21         | 337         | 7,79        |
| Exprimés       | Exprimés           | Exprimés       | 5 297        | 93,79        | 3 989       | 92,21       |

*sortant

### Canton d'Aramon
| Candidat       | Candidat         | Étiquette      | Premier tour | Premier tour | Second tour | Second tour |
| Candidat       | Candidat         | Étiquette      | Voix         | %            | Voix        | %           |
| -------------- | ---------------- | -------------- | ------------ | ------------ | ----------- | ----------- |
|                | Gérard Blanc     | DVD            | 1 849        | 26,06        | 3 695       | 56,43       |
|                | Alain Carrière   | PRG            | 1 453        | 20,48        | 2 853       | 43,57       |
|                | Charles Ménard   | PS             | 1 096        | 15,45        | Retrait     | Retrait     |
|                | Christian Jallat | PCF            | 982          | 13,84        | Retrait     | Retrait     |
|                | Alain Feray      | FN             | 729          | 10,27        |             |             |
|                | Isabelle Germain | MNR            | 497          | 7,00         |             |             |
|                | Guy Bouissou     | DL             | 490          | 6,91         |             |             |
|                |                  |                |              |              |             |             |
| Inscrits       | Inscrits         | Inscrits       | 9 742        | 100,00       | 9 737       | 100,00      |
| Abstention     | Abstention       | Abstention     | 2 291        | 23,52        | 2 646       | 27,17       |
| Votants        | Votants          | Votants        | 7 451        | 76,48        | 7 091       | 72,83       |
| Blancs et nuls | Blancs et nuls   | Blancs et nuls | 543          | 4,76         | 543         | 7,66        |
| Exprimés       | Exprimés         | Exprimés       | 7 096        | 95,24        | 6 548       | 92,34       |

*sortant

### Canton de Bagnols-sur-Cèze
| Candidat       | Candidat           | Étiquette      | Premier tour | Premier tour | Second tour | Second tour |
| Candidat       | Candidat           | Étiquette      | Voix         | %            | Voix        | %           |
| -------------- | ------------------ | -------------- | ------------ | ------------ | ----------- | ----------- |
|                | Jean Vidal*        | PS             | 6 515        | 43,07        | 7 732       | 55,82       |
|                | Maxime Couston     | UDF            | 2 665        | 17,62        | 3 187       | 23,01       |
|                | Alain Salsano      | FN             | 2 379        | 15,73        | 2 932       | 21,17       |
|                | Laurent Menjaud    | DL             | 1 683        | 11,13        |             |             |
|                | Laurette Bastaroli | PCF            | 1 258        | 8,32         |             |             |
|                | Jean-Michel Thouet | MNR            | 628          | 4,15         |             |             |
|                |                    |                |              |              |             |             |
| Inscrits       | Inscrits           | Inscrits       | 22 900       | 100,00       | 22 898      | 100,00      |
| Abstention     | Abstention         | Abstention     | 7 062        | 30,84        | 8 474       | 37,01       |
| Votants        | Votants            | Votants        | 15 838       | 69,16        | 14 424      | 62,99       |
| Blancs et nuls | Blancs et nuls     | Blancs et nuls | 710          | 4,48         | 573         | 3,97        |
| Exprimés       | Exprimés           | Exprimés       | 15 128       | 95,52        | 13 851      | 96,03       |

*sortant

### Canton de Beaucaire
| Candidat       | Candidat         | Étiquette      | Premier tour | Premier tour | Second tour | Second tour |
| Candidat       | Candidat         | Étiquette      | Voix         | %            | Voix        | %           |
| -------------- | ---------------- | -------------- | ------------ | ------------ | ----------- | ----------- |
|                | Élie Bataille    | DVD            | 3 861        | 34,52        | 5 126       | 45,27       |
|                | Chantal Milesi   | PCF            | 2 852        | 25,50        | 4 222       | 37,28       |
|                | Georges Duplissy | PS             | 1 895        | 16,94        | Retrait     | Retrait     |
|                | Antoine Boyer    | FN             | 1 834        | 16,40        | 1 976       | 17,45       |
|                | Olivier Germain  | MNR            | 744          | 6,65         |             |             |
|                |                  |                |              |              |             |             |
| Inscrits       | Inscrits         | Inscrits       | 16 305       | 100,00       | 16 304      | 100,00      |
| Abstention     | Abstention       | Abstention     | 4 544        | 27,87        | 4 637       | 44,65       |
| Votants        | Votants          | Votants        | 11 761       | 72,13        | 11 667      | 55,35       |
| Blancs et nuls | Blancs et nuls   | Blancs et nuls | 575          | 4,89         | 337         | 7,79        |
| Exprimés       | Exprimés         | Exprimés       | 11 186       | 95,11        | 11 324      | 92,21       |

*sortant

### Canton de Génolhac
| Candidat       | Candidat        | Étiquette      | Premier tour | Premier tour |
| Candidat       | Candidat        | Étiquette      | Voix         | %            |
| -------------- | --------------- | -------------- | ------------ | ------------ |
|                | Guy Laganier*   | PCF            | 1 714        | 66,13        |
|                | René Praden     | PS             | 691          | 26,66        |
|                | Roseline Janin  | FN             | 102          | 3,94         |
|                | Brigitte Ramond | MNR            | 85           | 3,28         |
|                |                 |                |              |              |
| Inscrits       | Inscrits        | Inscrits       | 3 412        | 100,00       |
| Abstention     | Abstention      | Abstention     | 663          | 19,43        |
| Votants        | Votants         | Votants        | 2 749        | 80,57        |
| Blancs et nuls | Blancs et nuls  | Blancs et nuls | 157          | 5,71         |
| Exprimés       | Exprimés        | Exprimés       | 2 592        | 94,29        |

### Canton de La Grand-Combe
| Candidat       | Candidat             | Étiquette      | Premier tour | Premier tour | Second tour | Second tour |
| Candidat       | Candidat             | Étiquette      | Voix         | %            | Voix        | %           |
| -------------- | -------------------- | -------------- | ------------ | ------------ | ----------- | ----------- |
|                | Patrick Malavieille* | PCF            | 2 412        | 42,77        | 2 870       | 52,77       |
|                | Ludovic Bouix        | DL             | 1 508        | 26,74        | 2 569       | 47,23       |
|                | Joseph Perez         | PS             | 896          | 15,89        | Retrait     | Retrait     |
|                | Gérard Karpe         | FN             | 587          | 10,41        |             |             |
|                | Rémi Marec           | MNR            | 237          | 4,20         |             |             |
|                |                      |                |              |              |             |             |
| Inscrits       | Inscrits             | Inscrits       | 8 393        | 100,00       | 8 391       | 100,00      |
| Abstention     | Abstention           | Abstention     | 2 347        | 27,96        | 2 511       | 29,92       |
| Votants        | Votants              | Votants        | 6 046        | 72,04        | 5 880       | 70,08       |
| Blancs et nuls | Blancs et nuls       | Blancs et nuls | 406          | 6,72         | 441         | 7,50        |
| Exprimés       | Exprimés             | Exprimés       | 5 640        | 93,28        | 5 439       | 92,50       |

### Canton de Lasalle
| Candidat       | Candidat             | Étiquette      | Premier tour | Premier tour | Second tour | Second tour |
| Candidat       | Candidat             | Étiquette      | Voix         | %            | Voix        | %           |
| -------------- | -------------------- | -------------- | ------------ | ------------ | ----------- | ----------- |
|                | Christian Fleissier* | DVG            | 919          | 47,54        | 979         | 56,17       |
|                | Rémy Menviel         | PS             | 640          | 33,11        | 764         | 43,83       |
|                | Jacques Billeau      | PCF            | 142          | 7,35         |             |             |
|                | Jean-Paul Vidal      | DVG            | 129          | 6,67         |             |             |
|                | Sylvie Sanchez       | FN             | 73           | 3,78         |             |             |
|                | Raymond Roux         | MNR            | 30           | 1,55         |             |             |
|                |                      |                |              |              |             |             |
| Inscrits       | Inscrits             | Inscrits       | 2 400        | 100,00       | 2 399       | 100,00      |
| Abstention     | Abstention           | Abstention     | 390          | 16,25        | 593         | 24,72       |
| Votants        | Votants              | Votants        | 2 010        | 83,75        | 1 806       | 75,28       |
| Blancs et nuls | Blancs et nuls       | Blancs et nuls | 77           | 3,83         | 63          | 3,49        |
| Exprimés       | Exprimés             | Exprimés       | 1 933        | 96,17        | 1 743       | 96,51       |

*sortant

### Canton de Lussan
| Candidat       | Candidat             | Étiquette      | Premier tour | Premier tour | Second tour | Second tour |
| Candidat       | Candidat             | Étiquette      | Voix         | %            | Voix        | %           |
| -------------- | -------------------- | -------------- | ------------ | ------------ | ----------- | ----------- |
|                | Yvan Verdier*        | PS             | 791          | 31,82        | 1 024       | 47,69       |
|                | Francis Robert       | PRG            | 567          | 22,81        | 665         | 30,97       |
|                | Bernard Coudert      | UDF            | 400          | 16,09        | 458         | 21,33       |
|                | Jean-Marie Blanchard | DVG            | 291          | 11,71        |             |             |
|                | Monique Soto         | PCF            | 156          | 6,28         |             |             |
|                | René Abati           | RPR            | 177          | 7,12         |             |             |
|                | Jacuqes Comiti       | FN             | 74           | 2,98         |             |             |
|                | Pierre Jeanney       | MNR            | 30           | 1,21         |             |             |
|                |                      |                |              |              |             |             |
| Inscrits       | Inscrits             | Inscrits       | 3 025        | 100,00       | 3 023       | 100,00      |
| Abstention     | Abstention           | Abstention     | 470          | 15,54        | 784         | 25,93       |
| Votants        | Votants              | Votants        | 2 555        | 84,46        | 2 239       | 74,07       |
| Blancs et nuls | Blancs et nuls       | Blancs et nuls | 69           | 2,70         | 92          | 4,11        |
| Exprimés       | Exprimés             | Exprimés       | 2 486        | 97,30        | 2 147       | 95,89       |

*sortant

### Canton de Marguerittes
| Candidat       | Candidat       | Étiquette      | Premier tour | Premier tour | Second tour | Second tour |
| Candidat       | Candidat       | Étiquette      | Voix         | %            | Voix        | %           |
| -------------- | -------------- | -------------- | ------------ | ------------ | ----------- | ----------- |
|                | Michel Quiot*  | PS             | 3 358        | 28,57        | 3 526       | 34,95       |
|                | William Portal | DVD            | 2 828        | 24,06        | 4 319       | 42,81       |
|                | Henri Laurent  | FN             | 1 843        | 15,68        | 2 244       | 22,24       |
|                | Sauveur Vidal  | RPR            | 1 648        | 14,02        |             |             |
|                | Ludovic Tomas  | PCF            | 1 217        | 10,35        |             |             |
|                | Edmond Martin  | MNR            | 859          | 7,31         |             |             |
|                |                |                |              |              |             |             |
| Inscrits       | Inscrits       | Inscrits       | 17 884       | 100,00       | 17 883      | 100,00      |
| Abstention     | Abstention     | Abstention     | 5 495        | 30,73        | 7 233       | 40,45       |
| Votants        | Votants        | Votants        | 12 389       | 69,27        | 10 650      | 59,55       |
| Blancs et nuls | Blancs et nuls | Blancs et nuls | 636          | 5,13         | 561         | 5,27        |
| Exprimés       | Exprimés       | Exprimés       | 11 753       | 94,87        | 10 089      | 94,73       |

*sortant

### Canton de Nîmes-1
| Candidat       | Candidat               | Étiquette      | Premier tour | Premier tour | Second tour | Second tour |
| Candidat       | Candidat               | Étiquette      | Voix         | %            | Voix        | %           |
| -------------- | ---------------------- | -------------- | ------------ | ------------ | ----------- | ----------- |
|                | Jean-Paul Fournier*    | RPR            | 4 040        | 37,75        | 6 839       | 56,67       |
|                | Jérôme Puech           | PS             | 1 889        | 17,65        | 5 230       | 43,33       |
|                | Sylvette Fayet-Francou | PCF            | 1 707        | 15,95        |             |             |
|                | Vivian Bénézet         | LV             | 940          | 8,78         |             |             |
|                | Évelyne Ruty           | FN             | 855          | 7,99         |             |             |
|                | Gislaine Brun          | MNR            | 463          | 4,33         |             |             |
|                | Nicole Renard Gaste    | DVD            | 429          | 4,01         |             |             |
|                | Éric Giraudier         | RPF            | 378          | 3,53         |             |             |
|                |                        |                |              |              |             |             |
| Inscrits       | Inscrits               | Inscrits       | 18 892       | 100,00       | 18 886      | 100,00      |
| Abstention     | Abstention             | Abstention     | 7 822        | 41,40        | 6 268       | 33,19       |
| Votants        | Votants                | Votants        | 11 070       | 58,60        | 12 618      | 66,81       |
| Blancs et nuls | Blancs et nuls         | Blancs et nuls | 369          | 3,33         | 549         | 4,35        |
| Exprimés       | Exprimés               | Exprimés       | 10 701       | 96,67        | 12 069      | 95,65       |

*sortant

### Canton de Nîmes-2
| Candidat       | Candidat          | Étiquette      | Premier tour | Premier tour | Second tour | Second tour |
| Candidat       | Candidat          | Étiquette      | Voix         | %            | Voix        | %           |
| -------------- | ----------------- | -------------- | ------------ | ------------ | ----------- | ----------- |
|                | Joëlle Pélissier  | UDF            | 2 812        | 31,39        | 5 528       | 52,18       |
|                | Alain Jourdan*    | PCF            | 2 253        | 25,15        | 5 067       | 47,82       |
|                | Michèle El Baz    | PS             | 1 413        | 15,78        |             |             |
|                | Jean-Louis Bastid | FN             | 917          | 10,24        |             |             |
|                | Silvain Pastor    | LV             | 837          | 9,34         |             |             |
|                | Élizabeth Pascal  | MNR            | 552          | 6,16         |             |             |
|                | Robert Bérenguier | DVG            | 173          | 1,93         |             |             |
|                |                   |                |              |              |             |             |
| Inscrits       | Inscrits          | Inscrits       | 17 239       | 100,00       | 17 235      | 100,00      |
| Abstention     | Abstention        | Abstention     | 7 937        | 46,04        | 6 248       | 36,25       |
| Votants        | Votants           | Votants        | 9 302        | 53,96        | 10 987      | 63,75       |
| Blancs et nuls | Blancs et nuls    | Blancs et nuls | 345          | 3,71         | 392         | 3,57        |
| Exprimés       | Exprimés          | Exprimés       | 8 957        | 96,29        | 10 595      | 96,43       |

*sortant

### Canton de Nîmes-6
| Candidat       | Candidat           | Étiquette      | Premier tour | Premier tour | Second tour | Second tour |
| Candidat       | Candidat           | Étiquette      | Voix         | %            | Voix        | %           |
| -------------- | ------------------ | -------------- | ------------ | ------------ | ----------- | ----------- |
|                | Richard Tibérino   | RPR            | 1 469        | 33,13        | 2 919       | 55,34       |
|                | Michel Perfettini* | PCF            | 948          | 21,38        | 2 356       | 44,66       |
|                | Françoise Akoum    | PS             | 645          | 14,55        |             |             |
|                | Gisèle Lambert     | FN             | 619          | 13,96        |             |             |
|                | Amar Khadre-Elbas  | DVG            | 337          | 7,60         |             |             |
|                | Paul Santoyo       | MNR            | 283          | 6,38         |             |             |
|                | Philippe Delannay  | DIV            | 133          | 3,00         |             |             |
|                |                    |                |              |              |             |             |
| Inscrits       | Inscrits           | Inscrits       | 9 514        | 100,00       | 9 509       | 100,00      |
| Abstention     | Abstention         | Abstention     | 4 872        | 51,21        | 3 957       | 41,61       |
| Votants        | Votants            | Votants        | 4 642        | 48,79        | 5 552       | 58,39       |
| Blancs et nuls | Blancs et nuls     | Blancs et nuls | 208          | 4,38         | 277         | 4,99        |
| Exprimés       | Exprimés           | Exprimés       | 4 434        | 95,52        | 5 275       | 95,01       |

*sortant

### Canton de Quissac
| Candidat       | Candidat            | Étiquette      | Premier tour | Premier tour | Second tour | Second tour |
| Candidat       | Candidat            | Étiquette      | Voix         | %            | Voix        | %           |
| -------------- | ------------------- | -------------- | ------------ | ------------ | ----------- | ----------- |
|                | Christophe Bouchet* | PRG            | 1 242        | 40,68        | 1 547       | 58,82       |
|                | William Seguin      | PS             | 637          | 20,86        | 1 083       | 41,18       |
|                | Robert Bresson      | DVD            | 529          | 17,33        | Retrait     | Retrait     |
|                | Daniel Anguiviel    | DVG            | 319          | 10,45        |             |             |
|                | Jean-Pierre Biot    | FN             | 136          | 4,45         |             |             |
|                | Henriette Pichot    | PCF            | 135          | 4,42         |             |             |
|                | Guy Pronier         | MNR            | 55           | 1,80         |             |             |
|                |                     |                |              |              |             |             |
| Inscrits       | Inscrits            | Inscrits       | 3 789        | 100,00       | 3 787       | 100,00      |
| Abstention     | Abstention          | Abstention     | 648          | 17,10        | 968         | 25,56       |
| Votants        | Votants             | Votants        | 3 141        | 82,90        | 2 819       | 74,44       |
| Blancs et nuls | Blancs et nuls      | Blancs et nuls | 88           | 2,80         | 189         | 6,70        |
| Exprimés       | Exprimés            | Exprimés       | 3 053        | 97,20        | 2 630       | 93,30       |

*sortant

### Canton de Remoulins
| Candidat       | Candidat          | Étiquette      | Premier tour | Premier tour | Second tour | Second tour |
| Candidat       | Candidat          | Étiquette      | Voix         | %            | Voix        | %           |
| -------------- | ----------------- | -------------- | ------------ | ------------ | ----------- | ----------- |
|                | Jacques Sauzet*   | RPR            | 2 031        | 46,38        | 2 727       | 72,39       |
|                | Arthur Navastel   | DVD            | 842          | 19,23        | Retrait     | Retrait     |
|                | Gérard Pedro      | PS             | 681          | 15,55        | 1 040       | 27,61       |
|                | Jean Miclot       | FN             | 396          | 9,04         |             |             |
|                | Évelyne Montsarat | PCF            | 332          | 7,58         |             |             |
|                | Sylvie Thouet     | MNR            | 97           | 2,22         |             |             |
|                |                   |                |              |              |             |             |
| Inscrits       | Inscrits          | Inscrits       | 5 816        | 100,00       | 5 816       | 100,00      |
| Abstention     | Abstention        | Abstention     | 1 232        | 21,18        | 1 820       | 31,29       |
| Votants        | Votants           | Votants        | 4 584        | 78,82        | 3 996       | 68,71       |
| Blancs et nuls | Blancs et nuls    | Blancs et nuls | 205          | 4,47         | 229         | 5,73        |
| Exprimés       | Exprimés          | Exprimés       | 4 379        | 95,53        | 3 767       | 94,27       |

*sortant

### Canton de Rhôny-Vidourle
| Candidat       | Candidat            | Étiquette      | Premier tour | Premier tour | Second tour | Second tour |
| Candidat       | Candidat            | Étiquette      | Voix         | %            | Voix        | %           |
| -------------- | ------------------- | -------------- | ------------ | ------------ | ----------- | ----------- |
|                | René Dupont*        | PCF            | 4 302        | 45,13        | 5 200       | 64,94       |
|                | Mauricette Guichard | RPR            | 2 013        | 21,12        | 2 807       | 35,06       |
|                | Anne Warnery        | PS             | 1 337        | 14,03        |             |             |
|                | Jean Michet         | FN             | 1 290        | 13,53        |             |             |
|                | Jeanine Servile     | MNR            | 590          | 6,19         |             |             |
|                |                     |                |              |              |             |             |
| Inscrits       | Inscrits            | Inscrits       | 13 805       | 100,00       | 13 803      | 100,00      |
| Abstention     | Abstention          | Abstention     | 3 826        | 27,71        | 5 461       | 39,56       |
| Votants        | Votants             | Votants        | 9 979        | 72,29        | 8 342       | 60,44       |
| Blancs et nuls | Blancs et nuls      | Blancs et nuls | 447          | 4,48         | 335         | 4,02        |
| Exprimés       | Exprimés            | Exprimés       | 9 532        | 95,52        | 8 007       | 95,98       |

*sortant

### Canton de Saint-Ambroix
| Candidat       | Candidat                | Étiquette      | Premier tour | Premier tour | Second tour | Second tour |
| Candidat       | Candidat                | Étiquette      | Voix         | %            | Voix        | %           |
| -------------- | ----------------------- | -------------- | ------------ | ------------ | ----------- | ----------- |
|                | Jean-Claude Paris       | PCF            | 2 833        | 38,70        | 3 835       | 59,81       |
|                | Raymond Pradeilles      | DVG            | 1 260        | 17,21        | 2 577       | 40,19       |
|                | Serge Dondini           | PS             | 1 204        | 16,45        | Retrait     | Retrait     |
|                | René Dugas              | DVD            | 1 181        | 16,13        | Retrait     | Retrait     |
|                | Alain Maillard          | FN             | 432          | 5,90         |             |             |
|                | Marie-France Bourgognon | MNR            | 410          | 5,60         |             |             |
|                |                         |                |              |              |             |             |
| Inscrits       | Inscrits                | Inscrits       | 10 202       | 100,00       | 10 201      | 100,00      |
| Abstention     | Abstention              | Abstention     | 2 553        | 25,02        | 3 501       | 34,32       |
| Votants        | Votants                 | Votants        | 7 649        | 74,98        | 6 700       | 65,68       |
| Blancs et nuls | Blancs et nuls          | Blancs et nuls | 329          | 4,30         | 288         | 4,30        |
| Exprimés       | Exprimés                | Exprimés       | 7 320        | 95,70        | 6 412       | 95,70       |

### Canton de Saint-Gilles
| Candidat       | Candidat            | Étiquette      | Premier tour | Premier tour | Second tour | Second tour |
| Candidat       | Candidat            | Étiquette      | Voix         | %            | Voix        | %           |
| -------------- | ------------------- | -------------- | ------------ | ------------ | ----------- | ----------- |
|                | Olivier Lapierre    | RPF            | 865          | 13,73        | 3 529       | 63,57       |
|                | René Pisani         | FN             | 805          | 12,78        | 2 022       | 36,43       |
|                | Françoise Sarzi     | DVG            | 701          | 11,13        |             |             |
|                | Alain Di Matteo     | DVG            | 643          | 10,21        |             |             |
|                | Maurice Blanc       | DVD            | 600          | 9,53         |             |             |
|                | Fernand Soler       | PS             | 582          | 9,24         |             |             |
|                | Alain Meiffre       | DVD            | 558          | 8,86         |             |             |
|                | Roger Michel        | UDF            | 543          | 8,62         |             |             |
|                | Eddy Valadier       | RPR            | 506          | 8,03         |             |             |
|                | Jean-Baptiste Galan | PCF            | 377          | 5,99         |             |             |
|                | David Pagan         | MNR            | 119          | 1,89         |             |             |
|                |                     |                |              |              |             |             |
| Inscrits       | Inscrits            | Inscrits       | 9 467        | 100,00       | 9 469       | 100,00      |
| Abstention     | Abstention          | Abstention     | 2 945        | 27,71        | 2 874       | 39,56       |
| Votants        | Votants             | Votants        | 6 522        | 68,28        | 6 595       | 60,44       |
| Blancs et nuls | Blancs et nuls      | Blancs et nuls | 223          | 3,42         | 1044        | 4,02        |
| Exprimés       | Exprimés            | Exprimés       | 6 299        | 96,58        | 5 551       | 84,17       |

*sortant

### Canton de Saint-Hippolyte-du-Fort
| Candidat       | Candidat             | Étiquette      | Premier tour | Premier tour |
| Candidat       | Candidat             | Étiquette      | Voix         | %            |
| -------------- | -------------------- | -------------- | ------------ | ------------ |
|                | Damien Alary*        | PS             | 1 748        | 67,99        |
|                | Boris Bertrand       | FN             | 413          | 16,06        |
|                | Roger Flavigny       | PCF            | 273          | 10,62        |
|                | Marie-Claude Jeannet | MNR            | 137          | 5,33         |
|                |                      |                |              |              |
| Inscrits       | Inscrits             | Inscrits       | 3 587        | 100,00       |
| Abstention     | Abstention           | Abstention     | 855          | 23,84        |
| Votants        | Votants              | Votants        | 2 732        | 76,16        |
| Blancs et nuls | Blancs et nuls       | Blancs et nuls | 161          | 5,89         |
| Exprimés       | Exprimés             | Exprimés       | 2 571        | 94,11        |

*sortant

### Canton de Sauve
| Candidat       | Candidat           | Étiquette      | Premier tour | Premier tour | Second tour | Second tour |
| Candidat       | Candidat           | Étiquette      | Voix         | %            | Voix        | %           |
| -------------- | ------------------ | -------------- | ------------ | ------------ | ----------- | ----------- |
|                | Louis Caucanas*    | PS             | 690          | 35,99        | 1 058       | 59,40       |
|                | Colas Valat        | DVG            | 459          | 23,94        | 723         | 40,60       |
|                | Didier Fougerolles | DVG            | 415          | 21,65        | Retrait     | Retrait     |
|                | Gilles Blanc       | DIV            | 173          | 9,02         |             |             |
|                | Henri Bunis        | FN             | 119          | 6,21         |             |             |
|                | Jean-Claude Sosson | MNR            | 61           | 3,18         |             |             |
|                |                    |                |              |              |             |             |
| Inscrits       | Inscrits           | Inscrits       | 2 429        | 100,00       | 2 428       | 100,00      |
| Abstention     | Abstention         | Abstention     | 422          | 17,37        | 509         | 20,96       |
| Votants        | Votants            | Votants        | 2 007        | 82,63        | 1 919       | 79,04       |
| Blancs et nuls | Blancs et nuls     | Blancs et nuls | 90           | 4,48         | 138         | 7,19        |
| Exprimés       | Exprimés           | Exprimés       | 1 917        | 95,52        | 1 781       | 92,81       |

*sortant

### Canton de Valleraugue
| Candidat       | Candidat                  | Étiquette      | Premier tour | Premier tour |
| Candidat       | Candidat                  | Étiquette      | Voix         | %            |
| -------------- | ------------------------- | -------------- | ------------ | ------------ |
|                | Francis Cavalier-Bénézet* | PS             | 791          | 65,10        |
|                | Jacques Mantoux           | RPR            | 153          | 12,59        |
|                | Bernard Trière            | PCF            | 120          | 9,88         |
|                | Charles-Bernard Charron   | DVD            | 76           | 6,26         |
|                | Dominique Grosso          | FN             | 33           | 2,72         |
|                | André Tassin              | DIV            | 26           | 2,14         |
|                | Jean Belloir              | MNR            | 16           | 1,32         |
|                |                           |                |              |              |
| Inscrits       | Inscrits                  | Inscrits       | 1 682        | 100,00       |
| Abstention     | Abstention                | Abstention     | 352          | 20,93        |
| Votants        | Votants                   | Votants        | 1 330        | 79,07        |
| Blancs et nuls | Blancs et nuls            | Blancs et nuls | 115          | 8,65         |
| Exprimés       | Exprimés                  | Exprimés       | 1 215        | 91,35        |

*sortant

### Canton de Villeneuve-lès-Avignon
| Candidat       | Candidat                | Étiquette      | Premier tour | Premier tour | Second tour | Second tour |
| Candidat       | Candidat                | Étiquette      | Voix         | %            | Voix        | %           |
| -------------- | ----------------------- | -------------- | ------------ | ------------ | ----------- | ----------- |
|                | Patrick Vacaris*        | RPR            | 6 833        | 48,43        | 7 987       | 65,93       |
|                | Marie Canet             | PS             | 3 333        | 23,62        | 4 128       | 34,07       |
|                | François Bonnieux       | FN             | 1 440        | 10,21        |             |             |
|                | Claude Guieu            | PCF            | 1 099        | 7,79         |             |             |
|                | Marie Bouche            | RPF            | 1 000        | 7,09         |             |             |
|                | Marie-Brigitte Bornèque | MNR            | 404          | 2,86         |             |             |
|                |                         |                |              |              |             |             |
| Inscrits       | Inscrits                | Inscrits       | 21 689       | 100,00       | 21 699      | 100,00      |
| Abstention     | Abstention              | Abstention     | 7 048        | 32,50        | 9 100       | 41,94       |
| Votants        | Votants                 | Votants        | 14 641       | 67,50        | 12 599      | 58,06       |
| Blancs et nuls | Blancs et nuls          | Blancs et nuls | 532          | 3,63         | 484         | 3,84        |
| Exprimés       | Exprimés                | Exprimés       | 14 109       | 96,37        | 12 115      | 96,16       |

*sortant

### Canton de La Vistrenque
| Candidat       | Candidat            | Étiquette      | Premier tour | Premier tour | Second tour | Second tour |
| Candidat       | Candidat            | Étiquette      | Voix         | %            | Voix        | %           |
| -------------- | ------------------- | -------------- | ------------ | ------------ | ----------- | ----------- |
|                | Jean Yannicopoulos* | DVD            | 3 763        | 39,91        | 4 520       | 60,89       |
|                | Corinne Spaeder     | PS             | 2 125        | 22,54        | 2 903       | 39,11       |
|                | Jean-Paul Sanchez   | FN             | 1 304        | 13,83        |             |             |
|                | Michel Servile      | MNR            | 870          | 9,23         |             |             |
|                | Marc Lavisse        | DIV            | 819          | 8,69         |             |             |
|                | Jean-Paul Keller    | PCF            | 548          | 5,81         |             |             |
|                |                     |                |              |              |             |             |
| Inscrits       | Inscrits            | Inscrits       | 14 577       | 100,00       | 14 574      | 100,00      |
| Abstention     | Abstention          | Abstention     | 4 696        | 32,22        | 6 801       | 46,67       |
| Votants        | Votants             | Votants        | 9 881        | 67,78        | 7 773       | 53,53       |
| Blancs et nuls | Blancs et nuls      | Blancs et nuls | 452          | 4,57         | 350         | 4,50        |
| Exprimés       | Exprimés            | Exprimés       | 9 429        | 95,43        | 7 423       | 95,50       |

*sortant